# Ashes Tour 2001
Die Ashes Tour 2001 war die Tour der australischen Cricket-Nationalmannschaft in England, die die 61. Austragung der Ashes beinhaltete und zwischen dem 1. Juni und dem 27. August 2001 ausgetragen wurde. Sie war Teil der internationalen Cricket-Saison 2001 und umfasste fünf Test Matches. Australien gewann die Ashes 4-1.

## Vorgeschichte
Beide Mannschaften bestritten zuvor mit Pakistan ein Drei-Nationen-Turnier.
Das letzte Aufeinandertreffen der beiden Mannschaften bei einer Tour fand in der Saison 1998/99 in Australien statt.

## Stadien
Für die Tour wurde folgendes Stadion als Austragungsort vorgesehen.
| Stadion                  | Stadt      | Kapazität | Spiele  |
| ------------------------ | ---------- | --------- | ------- |
| Edgbaston Cricket Ground | Birmingham | 24.803    | 1. Test |
| Headingley Stadium       | Leeds      | 17.000    | 4. Test |
| The Oval                 | London     | 23.500    | 5. Test |
| Lord’s Cricket Ground    | London     | 30.000    | 2. Test |
| Trent Bridge             | Nottingham | 15.350    | 3. Test |

## Kader
Australien benannte seinen Kader am 13. April 2001.
England benannte seinen Kader am 30. Juni 2001.
| Test | Test |
| England | Australien |
| --- | --- |
| - Nasser Hussain (K) - Usman Afzaal - Mike Atherton - Mark Butcher - Andy Caddick - Dominic Cork - Robert Croft - Ashley Giles - Darren Gough - Alan Mullally - James Ormond - Mark Ramprakash - Alec Stewart (wk) - Graham Thorpe - Marcus Trescothick - Alex Tudor - Phil Tufnell - Ian Ward - Craig White | - Steve Waugh (K) - Adam Gilchrist (wk) - Jason Gillespie - Matthew Hayden - Simon Katich - Justin Langer - Brett Lee - Glenn McGrath - Damien Martyn - Ricky Ponting - Michael Slater - Shane Warne - Mark Waugh |

## Tour Matches
| 1. – 3. Juni Scorecard | Worcester | Australians 351 (87.2) & 360-8d (67) | – | Worcestershire 163 (63.4) & 188 (57.3) |
|                        |           | Australians gewinnt mit 360 Runs     |   |                                        |

| 5. Juni Scorecard | London | Australians 232 (44.2)          | – | Middlesex 233-4 (47.1) |
|                   |        | Middlesex gewinnt mit 6 Wickets |   |                        |

| 7. Juni Scorecard | Northampton | Australians 234-3 (50) | – | Northamptonshire 234 (50) |
|                   |             | Unentschieden          |   |                           |

| 25. – 27. Juni Scorecard | Arundel | Australians 390 (74.5) & 294-8d (78) | – | Marylebone Cricket Club 124 (38.3) & 280 (72.2) |
|                          |         | Australians gewinnt mit 280 Runs     |   |                                                 |

| 29. Juni – 1. Juli Scorecard | Chelmsford | Australians 405-5d (87) & 569-9d (120) | – | Essex 231 (64) |
|                              |            | Remis                                  |   |                |

| 13. – 16. Juli Scorecard | Taunton | Australians 348-3d (74) & 335-4d (81) | – | Somerset 267 (68.2) & 240 (70) |
|                          |         | Australians gewinnt mit 176 Runs      |   |                                |

| 28. – 30. Juli Scorecard | Southampton | Australians 97 (30.4) & 389-9d (109.1) | – | Hampshire 354 (114.1) & 134-8 (24.3) |
|                          |             | Hampshire gewinnt mit 2 Wickets        |   |                                      |

| 8. – 10. August Scorecard | Hove | Sussex 355-4d (91) & 67-5d (20)   | – | Australians 86-2d (21) & 339-2 (63.5) |
|                           |      | Australians gewinnt mit 8 Wickets |   |                                       |

| 12. August Scorecard | Belfast | Australians 86-1 (23.4) | – | Irland |
|                      |         | No Result               |   |        |

## Test Matches

### Erster Test in Birmingham
| 5. – 8. Juli Scorecard | Birmingham | England 294 (65.3) & 164 (42.1)                   | – | Australien 576 (129.4) |
|                        |            | Australien gewinnt mit einem Innings und 118 Runs |   |                        |

Im ersten Test verletzte sich der englische Kapitän Nasser Hussain an den Fingern und schied für den zweiten und dritten Test aus. Sein Amt übernahm Michael Atherton.

### Zweiter Test in London (Lord’s)
| 19. – 22. Juli Scorecard | London | England 187 (63.3) & 227 (66)    | – | Australien 401 (101.1) & 14-2 (3.1) |
|                          |        | Australien gewinnt mit 8 Wickets |   |                                     |

### Dritter Test in Nottingham
| 2. – 4. August Scorecard | Nottingham | England 185 (52.5) & 162 (57)    | – | Australien 190 (54.5) & 158-3 (29.2) |
|                          |            | Australien gewinnt mit 7 Wickets |   |                                      |

### Vierter Test in Leeds
| 16. – 20. August Scorecard | Leeds | Australien 447 (100.1) & 176-4d (39.3) | – | England 309 (94.2) & 315-4 (73.2) |
|                            |       | England gewinnt mit 6 Wickets          |   |                                   |

### Fünfter Test in London (Oval)
| 23. – 27. August Scorecard | London | Australien 641-4d (152)                          | – | England 432 (118.2) & 184 (68.3) (f/o) |
|                            |        | Australien gewinnt mit einem Innings und 25 Runs |   |                                        |

Nach dem letzten Test verkündete der ehemalige englische Kapitän Michael Atherton seinen Rücktritt.

## Statistiken
Die folgenden Cricketstatistiken wurden bei dieser Tour erzielt.
| Tests           | Tests      | Tests   | Tests   | Tests   | Tests   | Tests   | Tests   | Tests   |
| Batting         | Batting    | Batting | Batting | Batting | Batting | Batting | Batting | Batting |
| Spieler         | Mannschaft | Spiele  | Innings | Runs    | Average | HS      | 100s    | 50s     |
| --------------- | ---------- | ------- | ------- | ------- | ------- | ------- | ------- | ------- |
| Mark Butcher    | England    | 5       | 10      | 456     | 50,66   | 173*    | 1       | 1       |
| Mark Waugh      | Australien | 5       | 8       | 430     | 86,00   | 120     | 2       | 1       |
| Damien Martyn   | Australien | 5       | 7       | 382     | 76,40   | 118     | 2       | 2       |
| Adam Gilchrist  | Australien | 5       | 5       | 340     | 68,00   | 152     | 1       | 2       |
| Ricky Ponting   | Australien | 5       | 8       | 338     | 42,25   | 144     | 1       | 2       |
| Bowling         |            |         |         |         |         |         |         |         |
| Spieler         | Mannschaft | Spiele  | Overs   | Wickets | Average | BBI     | 5W      | 10W     |
| Glenn McGrath   | Australien | 5       | 194.2   | 32      | 16,93   | 7/76    | 4       | 0       |
| Shane Warne     | Australien | 5       | 195.2   | 31      | 18,70   | 7/165   | 3       | 1       |
| Jason Gillespie | Australien | 5       | 174     | 19      | 34,31   | 5/53    | 1       | 0       |
| Darren Gough    | England    | 5       | 155.1   | 17      | 38,64   | 5/103   | 1       | 0       |
| Andy Caddick    | England    | 5       | 177.4   | 15      | 49,86   | 5/101   | 1       | 0       |

## Player of the Series
Als Player of the Series wurden die folgenden Spieler ausgezeichnet.
| Serie | Player of the Series       |
| ----- | -------------------------- |
| Test  | Mark Butcher Glenn McGrath |

### Player of the Match
Als Player of the Match wurden die folgenden Spieler ausgezeichnet.
| Spiel   | Player of the Match |
| ------- | ------------------- |
| 1. Test | Adam Gilchrist      |
| 2. Test | Glenn McGrath       |
| 3. Test | Shane Warne         |
| 4. Test | Mark Butcher        |
| 5. Test | Shane Warne         |